# Інгаре
Інга́ре (швед. Ingarö) — невеликий острів в Балтійському морі, в складі Стокгольмського архіпелагу. Територіально належить комуні Вермде лену Стокгольм, Швеція.

## Історія
Інгаре був місцем зйомок фільмів, у тому числі частин фільму 1993 року Літо Суне та частин Дівчини з татуюванням дракона за участю Денієла Крейга.
14 червня 2008 року Есбйорн Свенссон, піаніст джазового гурту EST, помер в Інгаре після того, як зник безвісти під час підводного плавання.
Щороку в червні проводиться бігова гонка під назвою Paradisloppet.

## Географія
Площа острова 63 км², висота до 47 м на півночі та 45 м на сході. 16-ий за розміром острів у Швеції.
Острів розташований на південний схід від Стокгольма, між островами Фарсталандет та Вермделандет на півночі й Фогельбруландет на сході. На заході протокою Інгареф'єрден відокремлюється від материка. Автомобільним мостом з'єднаний з островом Фарсталандет.
Інгаре вкритий лісами, є багато дрібних озер — найбільші Отервалльстрещет та Куллатрещет. На півострові крайнього півдня знаходиться заповідник Б'єрне. На північному сході збудовано гольфове поле «Інгаре».
Острів заселений, на ньому розташовано містечка Брунн та Лонгвік, а також декілька сіл. Всього тут проживає 6143 особи (2004).